# Brooke Apshkrum
Brooke Dori Apshkrum (* 9. September 1999 in Calgary) ist eine kanadische Rennrodeltrainerin und ehemalige Rennrodlerin.
Brooke Apshkrum begann 2010 unter dem Einfluss der Olympischen Winterspiele von Vancouver mit dem Rodelsport und startete für die Alberta Luge Association. Sie lebt in Calgary, wo seit den Winterspielen von 1988 eine Bob- und Rodelbahn existiert. Im Alter von 14 Jahren wurde sie in den Junioren-Nationalkader Kanadas berufen.

## Juniorin
Seit der Saison 2013/14 bestritt Apshkrum Rennen im Weltcup der A-Juniorinnen. Ihre ersten Rennen in Übersee bestritt sie am Königssee, wo sie 14. wurde sowie in Oberhof Elfte. Danach fuhr sie in Igls bei ihren ersten Juniorenweltmeisterschaften 2014 und wurde in einem im Schnitt mehrere Jahre älteren Fahrerfeld 51. und damit Letzte. Die Saison 2014/15 begann sie auf der Bahn in Whistler mit einem vierten und einem fünften Platz im Jugend-A-Weltcup, in Park City wurde sie ebenfalls Vierte. Die Juniorenweltmeisterschaften 2015 beendete sie als 20. Im weiteren Saisonverlauf wurde sie Vierte in Oberhof und Fünfte in Igls, am Ende der Saison war sie mit 290 Punkten Vierte der Gesamtwertung.
Die Saison 2015/16 begann für Apshkrum mit dem Saisonauftakt in A-Weltcup in Igls. Beim dortigen Nationencuprennen verpasste sie allerdings als 23. deutlich das Weltcuprennen. Mit 18 Punkten aus diesem Rennen wurde sie am Ende 42. der Gesamtwertung des Nationencups, im Rahmen der Weltcupwertung waren es neun Punkte und Rang 46. Anschließend erreichte sie in ihren Jugend-A-Weltcuprennen weiterhin gute Ergebnisse, wurde Vierte in Igls, Sechste in Altenberg und Fünfte in Oberhof, bestritt aber nur diese wenigen Rennen. Die Konzentration der Saison galt den Großereignissen. Bei den Olympischen Jugend-Winterspielen 2016 in Lillehammer belegte sie nach dem ersten Durchgang überraschend hinter der deutschen Favoritin Jessica Tiebel den zweiten Platz. Nachdem Apshkrum im zweiten Lauf die beste Zeit gefahren war, konnte sie sich an Tiebel vorbei auf den ersten Platz schieben und gewann die Goldmedaille. Mit Reid Watts und dem Doppelsitzern Matt Riddle und Adam Shippit verpasste sie als Vierte im Teamstaffelrennen um einen Rang eine weitere Medaille. Bei den Juniorenweltmeisterschaften 2016 in Winterberg fuhr sie auf einen siebten Platz.

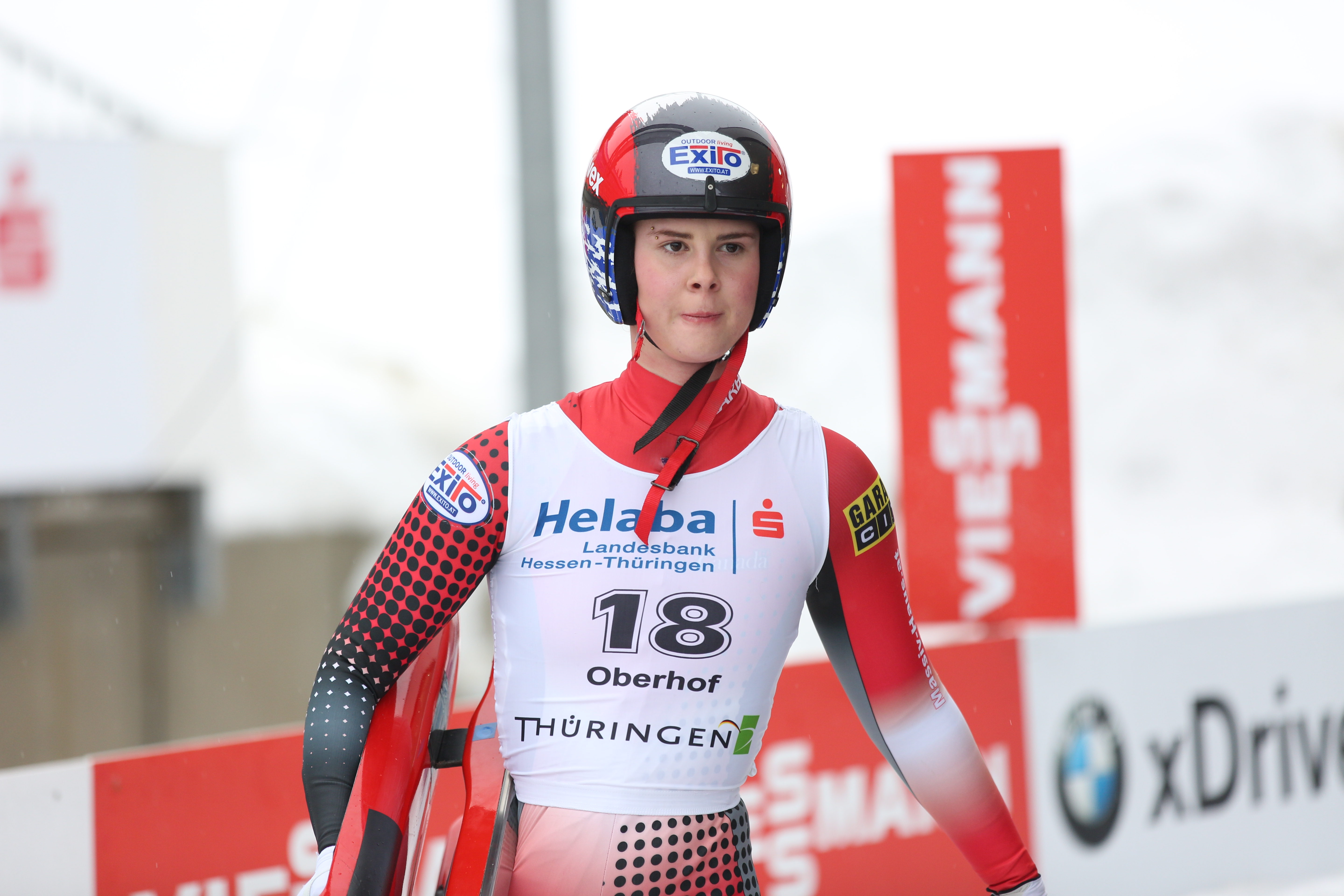
Nationencup in Oberhof, Februar 2017

Die vorolympische Saison 2016/17 begann Apshkrum zunächst im Juniorinnen-Weltcup. Auf ihrer Heimbahn begann sie beim Saisonauftakt mit zwei Rennen mit einem zehnten Rang und wurde im zweiten Rennen Zweite, nur noch von Brittney Arndt bezwungen. In Park City wurde sie anschließend das zweite Mal ins Weltcup-Team berufen. Als Neunte des Nationencup-Rennens qualifizierte sie sich erstmals für das Weltcup-Rennen, in dem sie am Ende den 19. Platz belegte. Das Rennen wurde zugleich als Amerika-Pazifikmeisterschaften 2016 gewertet, in deren Rahmen sie Achte wurde. Nach dem Jahreswechsel verpasste sie als 18. des Nationencups das Weltcuprennen. Anschließend kam sie in Vorbereitung auf die Weltmeisterschaften noch einmal in Igls im Weltcup der Juniorinnen zum Einsatz, wurde dort aber nur 30. Bei den anschließenden Weltmeisterschaften 2017 belegte sie Rang 27, in der separaten U-23-Wertung den 13. Platz. Nach der WM qualifizierte sie sich als Elfte des Nationencup-Rennens in Oberhof zum zweiten Mal für ein Weltcup-Rennen, in dem sie 23. wurde. Es folgten die Testwettbewerbe auf der Olympischen Bahn des nächsten Jahres in Pyeongchang. Apshkrum zeigte ein überaus gelungenes Qualifikationsrennen im Nationencup und wurde Fünfte. Nicht ganz so gut verlief schließlich das Weltcuprennen, in dem sie 25. wurde. Am Ende der Saison belegte sie in den Gesamtwertungen des Weltcups mit 67 Punkten Rang 33, des Nationencups mit 151 Punkten Platz 21 sowie mit 132 Punkten Rang 17 im Juniorinnen-Weltcup.

## Kurze Karriere bei den Frauen

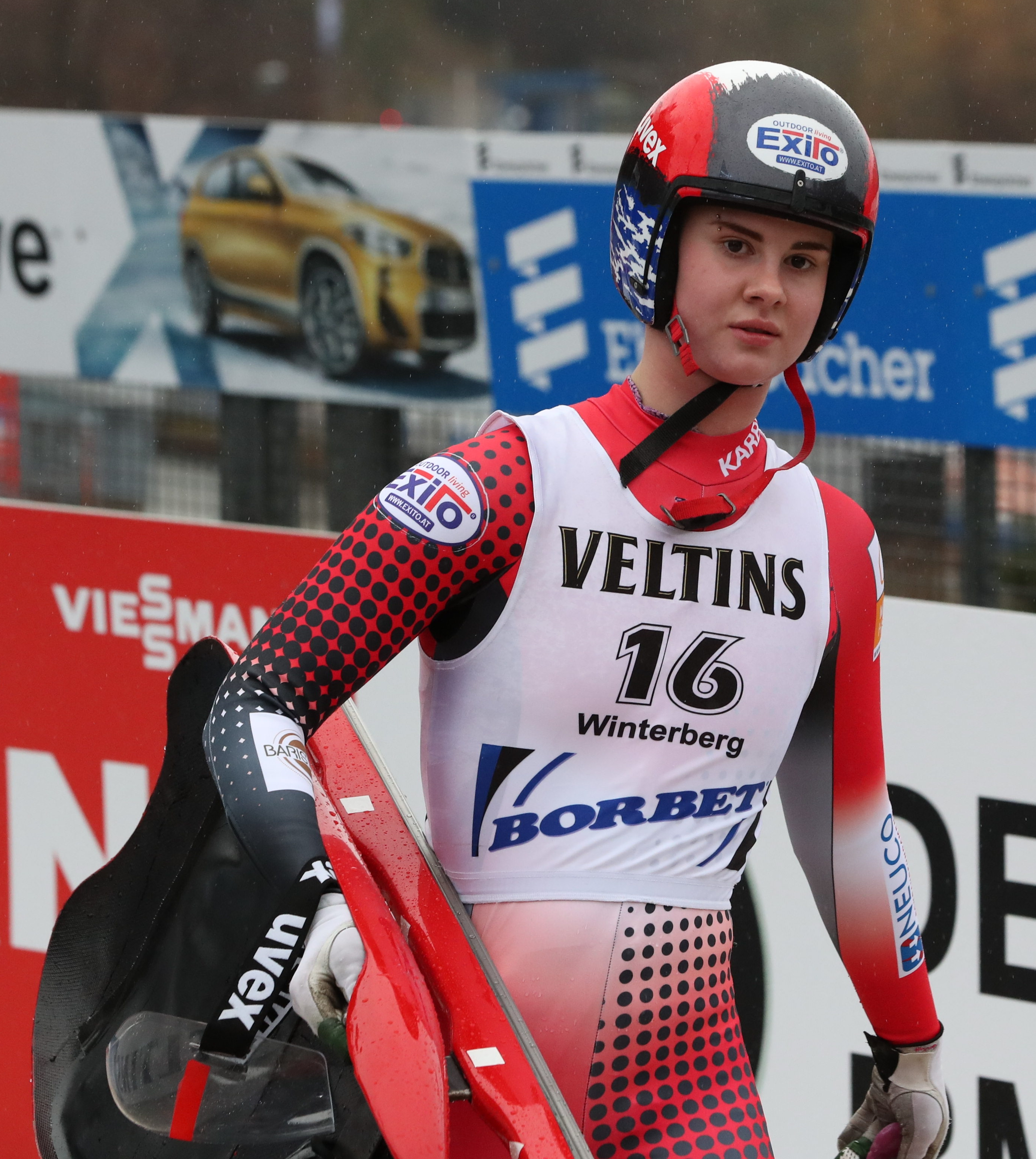
Nationencup in Winterberg, November 2017

Ab der Saison 2017/18 gehörte Apshkrum zum A-Nationalteam Kanadas und zum regulären Weltcup-Team des Landes. Zum Saisonauftakt in Igls verpasste sie als 18. des Nationencups wie im folgenden Rennen in Winterberg als 17. das Weltcuprennen. Es folgte die Nordamerika-Tour mit den ihr bekannteren Bahnen. Auf ihrer Heimbahn in Calgary wurde sie Fünfte des Nationencups und qualifizierte sich damit sicher für das Weltcuprennen, in dem sie 14. wurde. Das Rennen wurde zugleich als Amerika-Pazifikmeisterschaften 2018 gewertet, in deren Rahmen sie Fünfte wurde. Auch in Lake Placid schaffte sie als Siebte des Nationencups die Qualifikation, wurde im Weltcuprennen aber nur 21. Nach dem Jahreswechsel verpasste sie in Königssee wieder das Weltcuprennen, erreichte es aber in Oberhof und wurde dort 20. Dieselbe Platzierung erreichte sie nach knapp erreichter Qualifikation auch in Lillehammer. Beim letzten vorolympischen Rennen in Sigulda verpasste sie das Weltcuprennen erneut. Als eine von wenigen Starterinnen nahm sie an allen Nationencup-Rennen teil und wurde in der Gesamtwertung der Rennserie mit 303 Punkten Neunte. In der Gesamtwertung des Weltcups wurde sie mit 163 Punkten 24. Saisonfinale und Karrierehöhepunkt wurden die Olympischen Winterspiele 2018 von Pyeongchang. Nach dem ersten Durchgang belegte sie den 16. Platz. Im zweiten Durchgang fuhr sie die 18., im dritten Durchgang die 14. Zeit. Nachdem sie im letzten Lauf die 15.-beste Zeit gefahren war, erreichte sie in der Addition Rang 13, und damit eine bessere Gesamtplatzierung als in jedem einzelnen Lauf. Es war zudem die beste Platzierung in einem A-Klasse-Rennen für die Kanadierin.

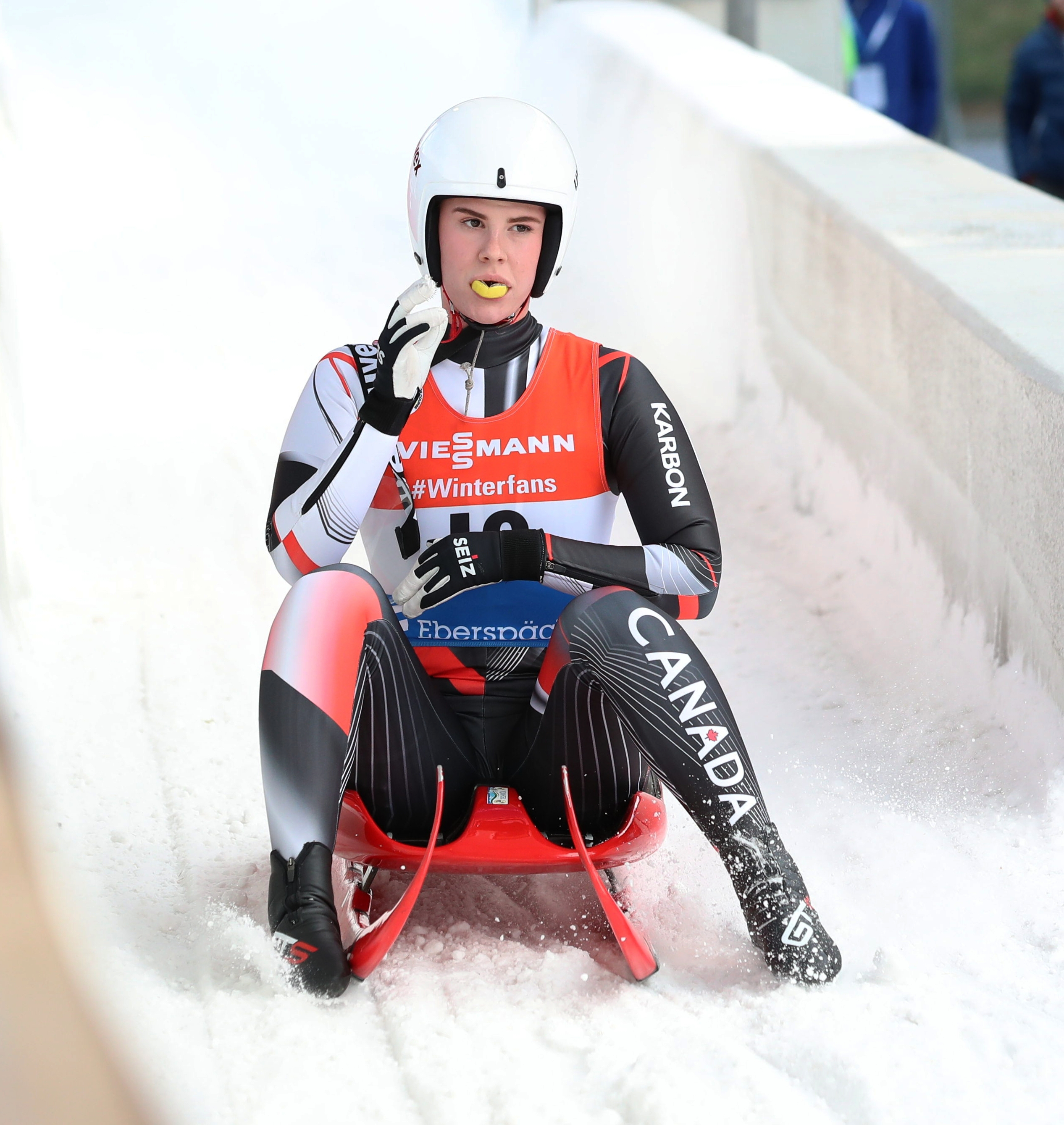
Weltcuprennen im November 2018 in Igls

Die nacholympische Saison 2018/19 begann mit der knappen Qualifikation als 13. für das Weltcuprennen, in dem Apshkrum sich als 20. platzierte. Es folgte die jährliche vorweihnachtliche Nordamerika-Tour. In Whistler qualifizierte sie sich erneut knapp als 12. des Nationencup-Rennen für das Weltcup-Rennen, in dem sie 12. wurde. Nachdem die Qualifikation auch in Calgary mit Rang acht nur mittelmäßig verlaufen war, wurde Apshkrum 13. und erreichte damit die beste Weltcup-Platzierung ihrer Karriere. In Lake Placid wurde sie 22. Das Rennen wurde zugleich als Amerika-Pazifikmeisterschaften 2018 gewertet, in deren Rahmen sie Sechste wurde. Nach dem Jahreswechsel kam sie noch einmal am Königssee zum Einsatz, scheiterte aber als 23. des Nationencup-Rennens weit an der Qualifikation zum Weltcuprennen. Es war das letzte Rennen der Saison für die Kanadierin. Mit 95 Punkten wurde sie 27. der Gesamt-Weltcupwertung, mit 152 Punkten 19. der Gesamtwertung des Nationencups.
In der Saison 2019/20 startete Apshkrum nur noch beim Rennen auf ihrer kanadischen Heimbahn in Whistler. Zunächst qualifizierte sie sich sicher als Drittplatzierte im Nationencup für das Weltcup-Rennen, in dem sie 16. wurde. Das Rennen wurde zugleich als Amerika-Pazifikmeisterschaften 2019 gewertet, in deren Rahmen sie Vierte wurde und damit knapp den Gewinn ihrer ersten und einzigen Medaille verhinderte. Danach beendete sie ihre aktive Karriere.

## National
Auf kanadischer Ebene wurde Apshkrum 2013 bei ihren ersten Meisterschaften Vierte bei den Juniorinnen. 2015 gewann sie in Whistler die Bronzemedaille bei den A-Meisterschaften. 2016 und 2017 wurde sie Vierte, 2018 gewann sie erneut Bronze.

## Trainerin
Im September 2020 wurde Apshkrum als neue Rennrodel-Cheftrainerin für das Whistler Entwicklungsprogramm vorgestellt.

## Statistik
Platzierungen im Gesamtweltcup
| Saison  | Platz | Punkte | Sprintweltcup | Nationencup | Punkte |
| ------- | ----- | ------ | ------------- | ----------- | ------ |
| 2015/16 | 46.   | 9      | 0–            | 42.         | 018    |
| 2016/17 | 33.   | 67     | 0–            | 21.         | 151    |
| 2017/18 | 24.   | 163    | 0–            | 9.          | 303    |
| 2018/19 | 27.   | 95     | 0–            | 19.         | 152    |
| 2019/20 | 46.   | 25     | 0–            | 36.         | 70     |